# Karczmiska (Opole Lubelskie)
Pour les articles homonymes, voir Karczmiska.
Karczmiska (prononciation [kart͡ʂˈmiska]) est un village de la gmina de Karczmiska du powiat d'Opole Lubelskie dans la voïvodie de Lublin, située dans l'est de la Pologne.
Le village est le siège administratif (chef-lieu) de la gmina appelée gmina de Karczmiska.
Il se situe à environ 10 kilomètres au nord d'Opole Lubelskie (siège du powiat) et 41 kilomètres à l'ouest de Lublin (capitale de la voïvodie).
Le village possédait une population de 1 556 habitants en 2013.

## Histoire
De 1975 à 1998, la ville est attachée administrativement à l'ancienne Lublin.

Depuis 1999, elle fait partie de la nouvelle voïvodie de Lublin.